# Urano Navarrini
Urano Francesco Navarrini, nato Benigni (Verona, 2 maggio 1945 – Milano, 18 aprile 2020), è stato un calciatore e allenatore di calcio italiano, di ruolo centrocampista.

## Biografia
Nacque da una relazione tra l'attore teatrale Nuto Navarrini e Milena Benigni; solo nel 1972 venne riconosciuto dal padre, quando questi divorziò dalla moglie, la soubrette Vera Rol, e poté sposare la propria compagna. Così, dopo aver portato fino al 1972 il cognome della mamma, da quel momento prese il cognome di suo padre.
È stato per un periodo sposato con Lory Marin, dalla quale ha avuto il suo unico figlio Luca Navarrini, manager e imprenditore poi trasferitosi alle Isole Mauritius. Nel nuovo millennio ha sposato Marzia Fioravanti.
Malato da tempo e residente al Pio Albergo Trivulzio, è scomparso all'Ospedale San Carlo Borromeo nell'aprile 2020 all'età di 74 anni a seguito della pandemia di COVID-19, ed è stato sepolto al cimitero di Lambrate.

## Carriera

### Club
Prelevato dalle giovanili della Grünland Milanese Libertas e dopo aver giocato nelle giovanili del Milan, venne dato in prestito alla Pistoiese prima di ritornare a Milano nel campionato 1965-1966. Il suo famoso padre, per onorare l'importanza del club rossonero, lo faceva giungere agli allenamenti in giacca e cravatta. Esordì in gare ufficiali nella Coppa delle Fiere 1965-1966 contro lo Strasburgo, nello stesso campionato giocò una sola partita il 9 marzo 1966 in Milan-Lazio 0-2. Dopo dei disaccordi con l'allenatore Nereo Rocco fu prestato per il campionato successivo al Savona Calcio e ceduto nell'estate 1968 al Taranto per poi passare nel 1969 al Verbania Calcio. Nell'estate del 1970 venne ingaggiato dal Novara Calcio che per otto anni fu la sua squadra, prima della conclusione della sua carriera a Busto Arsizio. Vantava in totale una presenza in Serie A e 137 in Serie B, dove segnò 7 reti.

### Allenatore
Allenò la Pro Patria in Serie C e C2, l'Aosta in Serie D dal 1979 al novembre 1980, il Potenza in Serie C2 e nel campionato 1982-1983 il Sorrento ancora in C2. Seguì l'Elpidiense in C2 per concludere la carriera d'allenatore con il Vigevano Calcio nel campionato Interregionale.

## Palmarès

### Giocatore

#### Competizioni nazionali
- Serie C: 1

Taranto: 1968-1969